# Rob McConnell
Robert Murray Gordon "Rob" McConnell (London, 14 de febrero de 1935-Toronto, 1 de mayo de 2010) fue un trombonista, compositor y arreglista de jazz canadiense. McConnell es más conocido por crear y liderar la big band The Boss Brass, que dirigió desde 1967 hasta 1999.

## Biografía
McConnell nació en London, Ontario y empezó a tocar el trombón de válvulas en el instituto. Comenzó su carrera como músico a principios de la década de 1950, actuando y estudiando con Clifford Brown, Don Thompson, Bobby Gimby y, más tarde, con el trompetista canadiense Maynard Ferguson. Estudió teoría musical con Gordon Delamont. En 1968 formó The Boss Brass, una big band que se convirtió en su principal grupo de actuación y grabación durante las siguientes tres décadas (1970, 1980 y 1990).
McConnell formó la Boss Brass original con músicos de estudio de Toronto. La banda era originalmente de dieciséis miembros, instrumentada con trompetas, trombones, trompas y una sección rítmica, pero sin saxofones. Introdujo una sección de saxofones en 1970 y amplió la sección de trompetas para incluir una quinta trompeta en 1976, con lo que el total de miembros ascendió a veintidós.
En 1977 McConnell grabó un doble LP llamado Big Band Jazz. Se trataba de un LP de corte directo que utilizaba la grabación directa en disco. A finales de la década de 1970 empezaron a aparecer en el mercado un pequeño número de álbumes que grababan directamente en el disco y que se comercializaban como ediciones «audiófilas», prometiendo una calidad de sonido superior a la de las grabaciones realizadas con los métodos más comunes de grabación en cinta multipista. En el doble LP de corte directo de McConnell, se dedicó una cara entera —15 minutos y 2 segundos— a una versión de Porgy and Bess de Gershwin. El doble álbum ganó el premio Juno al mejor álbum de jazz en 1978. En 1983, su álbum All in Good Time ganó el Grammy a la mejor grabación de un gran conjunto de jazz y en 1996 el Grammy al mejor arreglo instrumental con acompañamiento vocal con I Get a Kick Out of You con Mel Torme.
En 1988, McConnell aceptó un puesto de profesor en la Dick Grove School of Music de California, Estados Unidos, pero renunció a su puesto y regresó a Canadá un año después. En 1992 se le concedió el premio SOCAN de jazz. En 1997 ingresó en el Salón de la Fama de la Música Canadiense y en 1998 fue nombrado Oficial de la Orden de Canadá. Se mantuvo activo durante la década de 2000, realizando giras internacionales como intérprete y educador, dirigiendo reuniones musicales en todo el mundo y actuando como líder y artista invitado. El Rob McConnell Tentet, una versión reducida del Boss Brass con muchos de sus exalumnos, grabó tres álbumes, The Rob McConnell Tentet (2000), Thank You, Ted (2002) y Music of the Twenties (2003).
McConnell falleció a causa de un cáncer de hígado el 1 de mayo de 2010 en Toronto a los 75 años.

## Discografía
| Canadian Talent Library - The Boss Brass (1968) - Boss Brass Two (1969) - On a Cool Day (1971) - Rob McConnell's Boss Brass 4 (1972) - The Best Damn Band in the Land (1974) - Nobody Does It Better (1977) - Are Ya Dancin' Disco? (1979) | Periodo medio - The Jazz Album (1976) - Big Band Jazz (1978) - Again! (1978) - Singers Unlimited with Rob McConnell and The Boss Brass (1978) - Live in Digital (Sea Breeze, 1980) - Tribute (1980) - Present Perfect (1981) - All in Good Time (Sea Breeze/Palo Alto, 1982) - Atras Da Porta (1983) - Boss Brass and Woods (1985) | Período de concordia - Mel Tormé, Rob McConnell and the Boss Brass (1987) - The Brass Is Back (1991) - Brassy and Sassy (1992) - Our 25th Year (1993) - Overtime (1994) - Don't Get Around Much Anymore (1995) - Velvet & Brass (1995) - Even Canadians Get the Blues (1996) - Rob McConnell and the Boss Brass Play the Jazz Classics (1997) - Big Band Christmas (1998) | - Mutual Street (1984) - Old Friends, New Music (1984) - The Boss of the Boss Brass (1988) - The Rob McConnell Jive 5 (1990) - Manny Albam, Rob McConnell and the SDR Big Band (1993) - Three for the Road (1997) - Rob McConnell Tentet (2000) - Live with the Boss (2001) - Thank You, Ted (2002) - Music of the Twenties (2003) - So Very Rob (2003) - Complete Quebec City Jam Session July 28, 1955 (2009) (una grabación de Clifford Brown) |